# فيليب بوتو
فيليب بوتو (بالفرنسية: Philippe Poutou)‏ سياسي فرنسي من مواليد 14 مارس 1967 في فيليمبل Villemomble (إقليم السين، سين سان دوني الحالي)، هو عامل ونقابي وسياسي فرنسي. مرشح الحزب الجديد المناهض للرأسمالية (NPA) في الانتخابات الرئاسية لعام 2012، وذلك بجمع 1.15٪ من الأصوات. ومرشح الانتخابات الرئاسية مرة أخرى في عام 2017.

## السيرة الذاتية
فيليبب بوتو هو ابن لأب مهنته عامل بريد، وأم تعمل كربة منزل.
وعن حياته الشخصية في وقت الحملة الانتخابية الرئاسية عام 2017، قال إنه يعيش مع صديقته.

## الوضع المهني
لم يحصل على شهادة، بعد أن فشلت في البكالوريا في الميكانيك حصل في البداية على وظيفة غير مستقرة، قبل أن يتم التعاقد معه على عقود دائمة في مصنع فورد.
إذن هو عامل في مصنع فورد في بلانكفور في جيروند وهو واحد من قادة اتحاد CGT. أصبح معروفاً لانخراطه في الحركة ضد إغلاق مصنع من بلانكفور.
في بيانه أمام الهيئة العليا لشفافية الحياة العامة في عام 2017، قال ان يملك فقط سيارة بيجو 3008 من عام 2012 ولكن لا غير وهو مالك لبيت أيضاً.

## نضاله السياسي
أصبح فيليبب بوتو ناشط في المدرسة الثانوية في عام 1984، وكان يعتبر نفسه في ذلك الوقت من حركة فوضوية، ومكافحة بينوشيه ل ومع مانديلا وضد الفصل العنصري، ومكافحة النووية، ومن الهبيين. بعد عدة سنوات، في عام 1995 (كان عمره آنذاك 27 سنة)، وانضم مع العديد من الأصدقاء لحزب النضال العمالي.
و بعد ذلك قال أنه تم استبعاده من حزب النضال العمالي (Lutte ouvrière) بعد أزمة داخلية ويرجع ذلك أساسا إلى نجاح 1995 حملة أرليت لاغيلر والتخلي عن مشروع لبناء حزب عمالي واسع ". ومن ثم تشكيل صوت العمال، والذي يدمج في عام 2000 الرابطة الشيوعية الثورية (LCR).
أصبح ناشط LCR في وقت لاحق الحزب الجديد المناهض للرأسمالية (NPA)، وهو مرشح للحزب في الانتخابات البرلمانية عام 2007 Gironde7 ثم قاد لائحة الانتخابات الإقليمية NPA في عام 2010 في آكيتين، وجمع 2.52٪ من الأصوات.
قاد قائمة NPA في الانتخابات البلدية عام 2014 في بوردو، حيث جمع 2.50٪ من الأصوات.

## ترشحه للانتخابات الرئاسية 2017
في 20 مارس 2016، أعلن ترشحه للانتخابات الرئاسية الفرنسية 2017، لقد استفاد من التعبئة ضد قانون العمل، وتحت شعار «ضد قانون العمل والعالم» وتجارب ليلة وقوف في ساحة الجمهورية، قدم نفسه كمرشح مناهض للرأسمالية وللقطيعة التامة مع «السياسة المهنية».
في أواخر يناير كانون الثاني عام 2017، شارك في شريط فيديو محاكاة ساخرة للتحذير من صعوبة جمع 500 توقيع. وعلى الرغم من الصعوبات ليحصل على 500 توقيع، كما أن فيليبب بوتو قال إنه لا يرغب في اللجوء إلى مساعدة عرضتها عليه الجبهة الوطنية.
وعندما كشف النقاب عن قائمة المرشحين المشاركين في الانتخابات الرئاسية 18 مارس كان فيليبب بوتو هو واحد من 11 مرشحين مؤهلين، بعد أن تمكن من الحصول على 573 من تزكية رؤساء البلديات.
وخلال مناظرة تلفزيونية في 4 أبريل 2017 التي جمعت للمرة الأولى أحد عشر مرشحا، أظهر فيليب بوتو قساوة ملحوظة على وجه الخصوص رداً على فرانسوا فيون أن نتائج استفتاء محلي على المطار المقترح في نوتردام دي تم -Landes «مزورة» وهاجم المرشحة مارين لوبان على الدعاوى القضائية التي أقيمت ضدها. وتحدى مرشحة الجبهة الوطنية، مشيرا إلى «أن مارين لوبن التي تدعي أنها ملرشحة ضد النظام هي تستفيد من النظام عندما تستحدم حصانتها لكي لا تذهب أمام القضاء أما هو فإن استدعي من قبل الشرطة، فإنه سيذهب لأنه لا حصانة للعمال» (في إشارة إلى قرار مارين لوبن لعدم الحضور أمام القضاة متذرعة بالحصانة البرلمانية).
لقد رفض فيليب بوتو أخذ صورة جماعية له مع المرشحين. ويعتقد كثير من المراقبين أنه هو المرشح الذي كان الأكثر تميزاً في هذه المناظرة.